# Карпати (Львів, 2020)
Про клуб 1963—2021 років стаття тут: Карпати (Львів)
«Карпа́ти» — український футбольний клуб зі Львова, заснований 14 жовтня 2020 року з метою продовження традицій команди «Карпати» (Львів), розформованої влітку 2021 року. Новий клуб грав у чемпіонаті України серед аматорів у сезоні 2020/21, а влітку 2021 року розпочав виступи в другій лізі України. У сезоні 2022/23 та 2023/24 ФК «Карпати» виступали у групі А та чемпіонській групі Першої ліги України, а із сезону 2024/25 виступають в українській Прем'єр-лізі.
З 18 липня 2024 року «Карпати» є правонаступником розформованих «Карпат». 18 липня 2024 року Спортивний арбітражний суд надіслав своє рішення у справі CAS 2023/A/9809, яким підтвердив попереднє рішення ФІФА за позовом колишнього гравця ТзОВ «Клуб професійного футболу «Карпати» Крістобаля Маркеса Креспо, зокрема, що ТОВ «ФК «Карпати» є спортивним правонаступником ТзОВ «КПФ Карпати».

## Історія
Футбольний клуб «Карпати» було засновано 14 жовтня 2020 року з метою продовження традицій розформованої команди «Карпати» (Львів), Керівником «Карпат» став легендарний футболіст Степан Юрчишин, головним тренером — колишній воротар «зелено-білих» Андрій Тлумак.
21 жовтня 2020 року команду було включено до числа учасників чемпіонату України серед аматорів. За підсумками сезону 2020/21 клуб посів четверте місце в групі 1 аматорського чемпіонату.
У футбольному сезоні 2021/22 ФК «Карпати» розпочали виступи в Другій лізі чемпіонату України (Група А). Перед командою поставили амбітні завдання: у сезоні 2023/24 стати учасником української Прем'єр-ліги, а вже наступного сезону боротися за право участі в європейських турнірах. Власники визначили бюджет витрат на 2021—2024 роки у сумі 578 млн грн, у тому числі 106 млн грн у сезоні 2021/22.
Дочірнє підприємство клубу «Карпати Арена» проводить будівництво нового спортивно-тренувального центру ФК «Карпати» в Бартатові, перший етап якого передбачає спорудження на земельній ділянці площею 3,5 га будівлі загальною площею майже 3000 м² та двох футбольних полів із необхідною для обслуговування інфраструктурою. Футболістам основної і молодіжної команд ФК «Карпати» буде створено всі умови для повноцінної підготовки та відновлення: 32 номери для проживання спортсменів та тренерів, навчально-реабілітаційна зона, побутові приміщення та їдальня.
Місцем проведення домашніх матчів став стадіон «Україна».
Від листопада 2021 року титульний спонсор команди — бренд «Львівське». Також до партнерства з «Карпатами» долучились торгові марки «Галка» та «Трускавецька».
Перед початком сезону в Другій лізі команда підсилилась гравцями, які відомі своїми багаторічними виступами за колишні «Карпати»: Андрій Ткачук (2005—2014), Амбросій Чачуа (2011—2018) та Денис Кожанов (2007—2011, 2014—2016), який став капітаном клубу. Також до «Карпат» приєднались футболісти, які мають досвід виступів в УПЛ: Сергій Сімінін (159 матчів), Євген Буднік (60 матчів), Іван Лобай (58 матчів)[джерело?].
Дебютували відновлені «Карпати» в професійному футболі 31 липня 2021 року в домашньому поєдинку проти київського «Рубікона» (3:0). На кожен матч «зелено-білих» на стадіоні «Україна» приходить підтримати команду чимала кількість уболівальників. За даними офіційного сайту ПФЛ, поєдинок 11 туру другої ліги України між «Карпатами» та «Лівим берегом» відвідали 9200 вболівальників.
8 листопада 2021 року, в рамках 17 туру Другої ліги, «Карпати» розгромили на виїзді «Рубікон» (5:0), після чого «зелено-білі» очолили турнірну таблицю, обійшовши київський «Лівий берег». Найкращий бомбардир «Карпат» в осінній частині чемпіонату — капітан Денис Кожанов (11 голів). Через російське вторгнення в Україну чемпіонат в цьому році дограний не був; «Карпати» які на момент зупинення змагань займали перше місце в Групі A пройшли в Першу лігу.
Сезон 2022–23 «Карпати» розпочали з перемоги над «ФСК Маріуполь» з рахунком 3:0. За підсумками осінньої частини чемпіонату команда вийшла до «Чемпіонської групи», що давало право поборотись за вихід до УПЛ. Втім другу половину весняної частини чемпіонату львів'яни провалили, а програвши у сьомому турі черкаському «ЛНЗ» з рахунком 4-1, остаточно втратили шанс зіграти перехідні матчі для підвищення в класі.

## Склад команди
Станом на 18 серпня 2025  року відповідно до офіційної заявки на сайті ПЛ
| №  | Поз. | Нац.     | Гравець                      |
| -- | ---- | -------- | ---------------------------- |
| 1  | ВР   | Україна  | Назар Домчак                 |
| 30 | ВР   | Україна  | Андрій Кліщук                |
| 80 | ВР   | Україна  | Роман Мисак                  |
| 3  | ЗХ   | Україна  | Володимир Адамюк             |
| 4  | ЗХ   | Молдова  | Владислав Бабогло            |
| 5  | ЗХ   | Україна  | Андрій Булеза                |
| 11 | ЗХ   | Україна  | Денис Мірошніченко (капітан) |
| 25 | ЗХ   | Еквадор  | Дієго Паласіос               |
| 28 | ЗХ   | Україна  | Павло Полегенько             |
| 47 | ЗХ   | Бразилія | Жан Педрозу                  |
| 55 | ЗХ   | Україна  | Тимур Стецьков               |
| 77 | ЗХ   | Україна  | Олексій Сич                  |
| 7  | ПЗ   | Бразилія | Паулу Вітор                  |

| №  | Поз. | Нац.      | Гравець               |
| -- | ---- | --------- | --------------------- |
| 8  | ПЗ   | Україна   | Амбросій Чачуа        |
| 14 | ПЗ   | Україна   | Ілля Квасниця         |
| 16 | ПЗ   | Україна   | Іван Чабан            |
| 17 | ПЗ   | Україна   | Олег Федор            |
| 18 | ПЗ   | Україна   | Владислав Клименко    |
| 19 | ПЗ   | Україна   | Ярослав Карабін       |
| 21 | ПЗ   | Аргентина | Патрісіо Танда        |
| 23 | ПЗ   | Іспанія   | Пабло Альварес Гарсія |
| 26 | ПЗ   | Україна   | Ян Костенко           |
| 37 | ПЗ   | Бразилія  | Бруніньо              |
| 10 | НП   | Бразилія  | Ігор Невес            |
| 95 | НП   | Україна   | Ігор Краснопір        |
| 33 | НП   | Україна   | Артур Шах             |

### Юнацький склад (U-19)
Станом на 18 серпня 2025  року відповідно до офіційної заявки на сайті ПЛ
| №  | Поз. | Нац.    | Гравець               |
| -- | ---- | ------- | --------------------- |
|    | ВР   | Україна | Артем Демків          |
|    | ВР   | Україна | Артем Колесник        |
|    | ВР   | Україна | Денис Потерайко       |
|    | ВР   | Україна | Владислав Фандист     |
|    | ЗХ   | Україна | Андрій Балик          |
| 2  | ЗХ   | Україна | Микола Киричок        |
| 22 | ЗХ   | Україна | Юрій Кокодиняк        |
|    | ЗХ   | Україна | Маркіян Панчишин      |
|    | ЗХ   | Україна | Владислав Цимбалістий |
|    | ЗХ   | Україна | Андрій Чеберинчак     |
|    | ЗХ   | Україна | Єгор Черненко         |
| 60 | ПЗ   | Україна | Олександр Абрамчук    |
|    | ПЗ   | Україна | Марк Гушинець         |
|    | ПЗ   | Україна | Дмитро Давид          |

| №  | Поз. | Нац.     | Гравець             |
| -- | ---- | -------- | ------------------- |
|    | ПЗ   | Україна  | Максим Долюк        |
|    | ПЗ   | Україна  | Артем Копил         |
|    | ПЗ   | Україна  | Любомир Кузик       |
|    | ПЗ   | Україна  | Максим Лехів        |
|    | ПЗ   | Україна  | Владислав Резнік    |
|    | ПЗ   | Україна  | Максим-Іван Смаглій |
|    | ПЗ   | Бразилія | Луіс Яно            |
|    | НП   | Україна  | Олександр Дєдов     |
|    | НП   | Україна  | Ростислав Зіпір     |
| 20 | НП   | Україна  | Андрій Івасій       |
|    | НП   | Україна  | Дмитро Форсюк       |
|    | НП   | Україна  | Родіон Черкес       |
|    | НП   | Україна  | Олександр Шопронку  |

## Виступи в чемпіонатах України
| Сезон   | Ліга              | М      | І  | В  | Н | П  | ГЗ | ГП | О  | Кубок України  | Примітки   |
| ------- | ----------------- | ------ | -- | -- | - | -- | -- | -- | -- | -------------- | ---------- |
| 2020–21 | Аматори (група 1) | 4 з 9  | 16 | 7  | 4 | 5  | 23 | 16 | 25 | не брав участі |            |
| 2021–22 | Друга «А»         | 1 з 15 | 18 | 16 | 0 | 2  | 46 | 7  | 48 | 1/32 фіналу    | Підвищення |
| 2022–23 | Перша             | 5 з 16 | 14 | 5  | 3 | 6  | 12 | 16 | 18 | не проводився  |            |
| 2023–24 | Перша             | 2 з 20 | 28 | 20 | 5 | 3  | 49 | 20 | 65 | 1/64 фіналу    | Підвищення |
| 2024–25 | Прем'єр           | 6 з 16 | 30 | 13 | 7 | 10 | 42 | 36 | 46 | 1/8 фіналу     |            |
Найбільші перемоги:
- у Першій лізі України — 4:0 «Буковина» (11.09.2022, Львів)
- в Прем'єр-лізі — 5:0 «Верес» (07.12.2024, Львів)

Найбільші поразки:
- у Першій лізі України — 1:4 «ЛНЗ» Черкаси (22.05.2023, Черкаси)
- в Прем'єр-лізі — 2:5 «Шахтар» (14.09.2024, Львів)